# Regió de Liberec
La Regió de Liberec (txec:  Liberecký kraj ) és una sosdivisió (kraj)de la República Txeca, a la regió històrica de Bohèmia. La capital és Liberec.

## Districtes de la Regió de Liberec
- Česká Lípa District
- Jablonec nad Nisou District
- Liberec District
- Semily District

## Ciutats de la Regió de Liberec
Liberec, Jablonec nad Nisou, Turnov, Semily, Česká Lípa, Frýdlant.